# Església de Santa Maria de Abade de Neiva
L'Església de Santa Maria de Abade de Neiva es troba a la freguesia d'Abade de Neiva, al municipi de Barcelos, al districte de Braga, a Portugal.

## Història
La primitiva designació de la parròquia era Abade, o millor, Santa Maria do Abade, i es constituí en una de les parròquies de la "terra" o jutjat medieval de Neiva. Les <i>Inquirições</i> de 1220 la refereixen, en llatí, com a "Abbade".
La primera edificació a l'indret es feu al 1152 per iniciativa de la reina Mafalda de Savoia, esposa d'Alfons I, que no la va arribar a veure conclosa. El 1220 l'església ja pertanyia al patronatge reial.
El 1301 la donà Dionís I a Mestre Martinho, físic del rei i canonge de la Seu de Braga. El 1310 l'arquebisbe Martinho de Oliveira, a petició de Mestre Martinho, institueix en aquesta església una col·legiata.
Daten possiblement del segle XIV els començaments de la fàbrica de l'actual església, cosa que podria relacionar-se amb la donació del patronatge i la institució de la col·legiata. Va ser donada el 1410 a Alfons I de Bragança, futur duc de Bragança, i s'hi mantingué fins al 1833.
La torre degué aixecar-se'n al segle XV.
El 1732 se li reparà la façana principal, i dos anys després se li obriren dos campanars en la torre. El 1758 les parets de l'atri foren reformades.
El 1747, Santa Maria de Abbade, en la grafia de l'època, era una freguesia del terme de la vila de Barcelos, i pertanyia a l'arquebisbat de Braga, a la província d'Entre Douro e Minho. La fundà la reina Mafalda, muller d'Alfons I; i tenia un rètol gòtic amb la data de 1190, de l'era de Cèsar (1152 de la nostra era). Va morir aquesta reina l'any 1157, i és per això que no s'acabà l'edifici del temple. Li pagava l'Hospital de Santarém 10 alqueires d'oli cada any. Dionís I donar el domini d'aquesta església, i la Capella de Sâo Vicente de Fragoso al mestre Martinho, el seu metge, i canonge de Braga. S'escripturà a Santarém el 10 de novembre de 1301.
Fou una abadia, i l'església era al vessant d'una muntanya coberta de sureres, pins i garrics, a tres llegües de Braga, i les costes de la vila d'Esposende.
Tenia aquesta església cinc altars:
El 1831 l'edifici estava en ruïnes.
El 1904 se'n feren obres de reconstrucció en la paret frontal, que amenaçava caure.
Es troba classificat com a Monument Nacional des del 1927.